# Teutitz

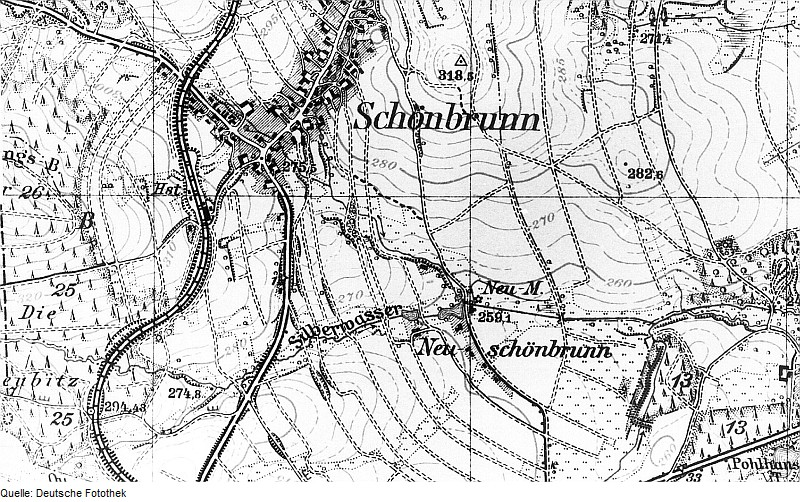
[D]eubitz im Südwesten von Schönbrunn

Teutitz oder Teupitz ist eine Wüstung nahe der Stadt Bischofswerda im sächsischen Landkreis Bautzen. Der Herrensitz von 1366 steht als archäologisches Kulturdenkmal unter Schutz.

## Lage
Die Ortswüstung Teutitz befindet sich im Norden der Flur Pickau am östlichen Hang des Butterberges bei Bischofswerda. Zum benachbarten Schönbrunn gehören mehrere Grundstücke des Dorfes Teupitz. Ein großer Teil der Wüstung ist heute mit Wald bedeckt und im Besitz der Stadt Bischofswerda.

## Geschichte
Im Jahr 1241 findet Tutizc wie viele Orte der Umgebung erstmals Erwähnung in der Oberlausitzer Grenzurkunde. Seit 1412 ist der Ort nachgewiesen unbesiedelt. Als Teutitz findet der Ort erstmals um 1500 Erwähnung, 1586 ist die Namensform Teuptitz und 1791 taucht die Wüstung Teupitz auf.
Wegen des Namens „Teupitz“ wird eine sorbische Siedlung vermutet. Der Grund der Verwüstung ist unbekannt. Der Dreißigjährige Krieg und ein Hussiteneinfall sind auszuschließen. Wahrscheinlich ist, dass das Land nach und nach verödete, da die Teupitzer von dessen Ertrag nicht leben konnten und daher in die Stadt zogen.

## Herrschaftsverhältnisse
Zunächst zum Oberlausitzer Adelsgeschlecht von Kynitsch gehörend, reichte Bischof Rudolf „Dy wuste dorff stadt Tuxzin“ am 4. Dezember 1412 seinem Hauptmann Heinrich von Bresenicz und Heinrich von Ponkan zum Lehen. Seit 1439 gehörte die wüste Mark Teutitz zur Familie von Bolberitz, die im 15. und 16. Jahrhundert große Güter im bischöflich-meißnischen Anteil der Oberlausitz erwarb. Wahrscheinlich ist, dass die Mark bereits früher in den Besitz der Familie kam, jedoch wird 1439 Hans von Bolberitz zuerst als „zu Pickau gesessen“ erwähnt und erhält „1442 ‚sammt seinen Erben‘ von Bischof Johann IV. die Obergerichtsbarkeit, zu richten über Haut und Haar‘ über Pickau sammt Zubehör und Geißmannsdorf.“
Bischof Johann VI. belehnt im Jahr 1488 Friedrich von Bolberitz und seinen Vetter Heinrich gemeinsam mit Pickau, Geißmannsdorf und der wüsten Mark „Teutiz […] bei Pickau.“ Nach dem Tode Friedrichs von Bolberitz wurde das Erbe 1492 so geteilt, dass Heinrich Pickau, Geißmannsdorf und Teutitz erhielt. Dieser erwarb das angrenzende Schönbrunn dazu. Die so erworbenen Güter dienten 1509 als Leibgedinge, mit dem er seine Frau Elisabeth ausstatten ließ. Die Söhne Heinrichs, Joachim und Hans, wurden 1521 mit den väterlichen Gütern belehnt. Erster erhielt Schönbrunn, der zweite Pickau und Geißmannsdorf. Hans von Bolberitz starb 1540 und sein Bruder kaufte das verschuldete Gut Pickau. Als auch Joachim von Bolberitz starb, veräußerten die Vormünder seiner Söhne 1544 das Gut. „Der Stadtrath erkaufte dasselbe 1544 mit den Gärtnern und Häuslern nebst dem dazu schrifts[assig] gehör[enden] D[orf] Geißmisdorf oder Geißmaunsdorf [Anm.: gemeint ist Geißmannsdorf], 2 Bauern von Schönborn [Anm.: gemeint ist Schönbrunn], samt der Wüstung Teupitz und Scherfling mit Ober- und Untergerichten von den von Bolberitz um 5200 Meißn. Fl. erblich.“
Für 1544 ist die Grundherrschaft des Rittergutes Pickau über Teutitz beurkundet.

## Trivia
Nahe der Wüstung Teupitz befindet sich eine Quelle, die „Schusterbrunnen“ genannt wurde. Ihr Name soll nach Störzner von einem in der Nähe gelegenen Häuschen stammen, das noch Anfang des 19. Jahrhunderts von einem Schuster bewohnt worden sei.
Die Flurbezeichnung „Die Teupitz“ ist im Namen des ehemaligen Dorfbachs erhalten geblieben, der talwärts nach Schönbrunn fließt.